# Esposizione Universale di Roma
Квартал всесвітньої виставки (італ. Esposizione Universale di Roma — «Всесвітня виставка Риму», скорочено EUR) — великий комплекс ділових будівель, побудований за наказом Беніто Муссоліні у 1935-1943 на південному заході Риму в рамках підготовки до проведення всесвітньої виставки (не відбулася). 

## Ідея
Квартал повинен був з розмахом втілити в камені ідею «нової Римської імперії». Його архітектурний вигляд став предметом суперечок між розробниками проєкту, на чолі яких стояв Марчелло Пьячентіні. Найбільш репрезентативною будівлею був покликаний стати багатоповерховий Палац італійської цивілізації (архітектори Дж. Гуерріні, Е. Ла Падула, М. Романо). Прозваний «квадратним Колізеєм», палац «справляє враження архітектурної утопії, скалькованої з античних архетипів». [Архівовано 21 лютого 2009 у Wayback Machine.]
Решта будівлі кварталу теж будувалися з традиційних для Італії матеріалів (мармур, туф, вапняк), але в основі їх лежали принципи ще суворішого раціоналізму. Нескладно помітити подібність деяких будівель з зодческим фантазіями Джорджо де Кіріко. [Архівовано 21 лютого 2009 у Wayback Machine.] Як відзначають фахівці, споруди «мають якийсь спартанський, аскетичний вигляд, з монотонними фасадами, які хіба що зрідка прикрашені пілястрами або колонами без капітелей та подекуди зовні обставлені скульптурами з донезмоги спрощеною фактурою та пластикою». [Архівовано 21 лютого 2009 у Wayback Machine.]

## Повоєнний час
У повоєнний час на території кварталу відкрилися етнографічний музей Пігоріні та спортивний комплекс Палалоттоматіка, який спроєктували Пьячентіні та П'єр Луїджі Нерві. Своєрідна архітектура кварталу привертала до нього увагу багатьох режисерів — Бернардо Бертолуччі («Конформіст»), Федеріко Фелліні («Боккаччо 70»), Пітера Грінуея («Живіт архітектора»), Майкла Лемана («Гудзонский яструб») та ін.

## Галерея

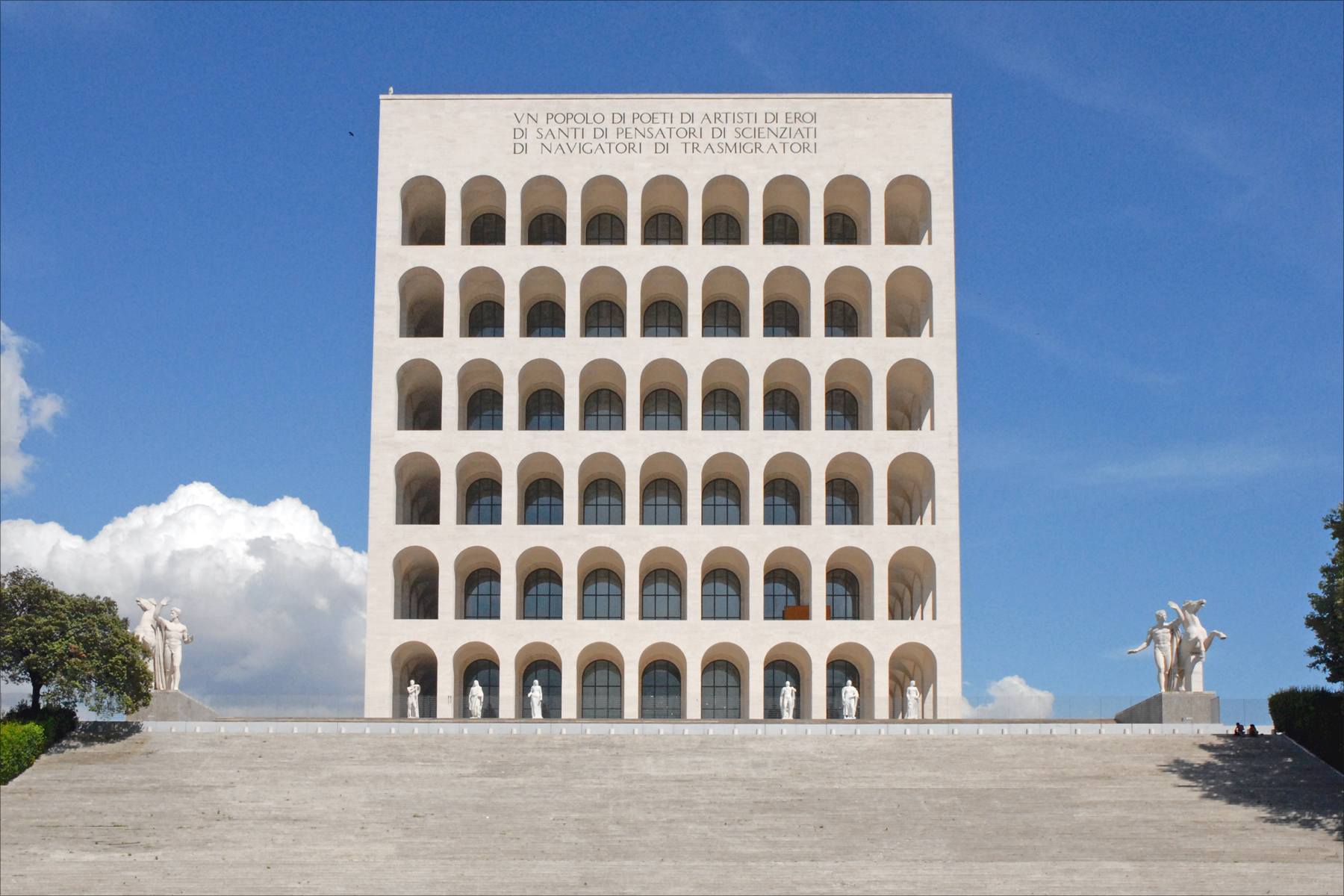
Палац італійської цивілізації
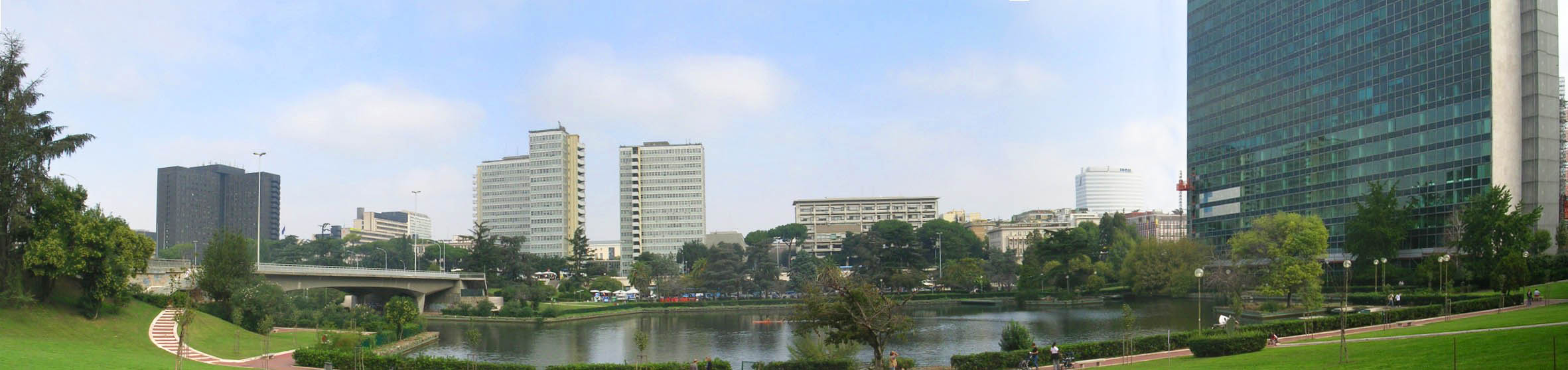
Панорама східної частини озера до 2005
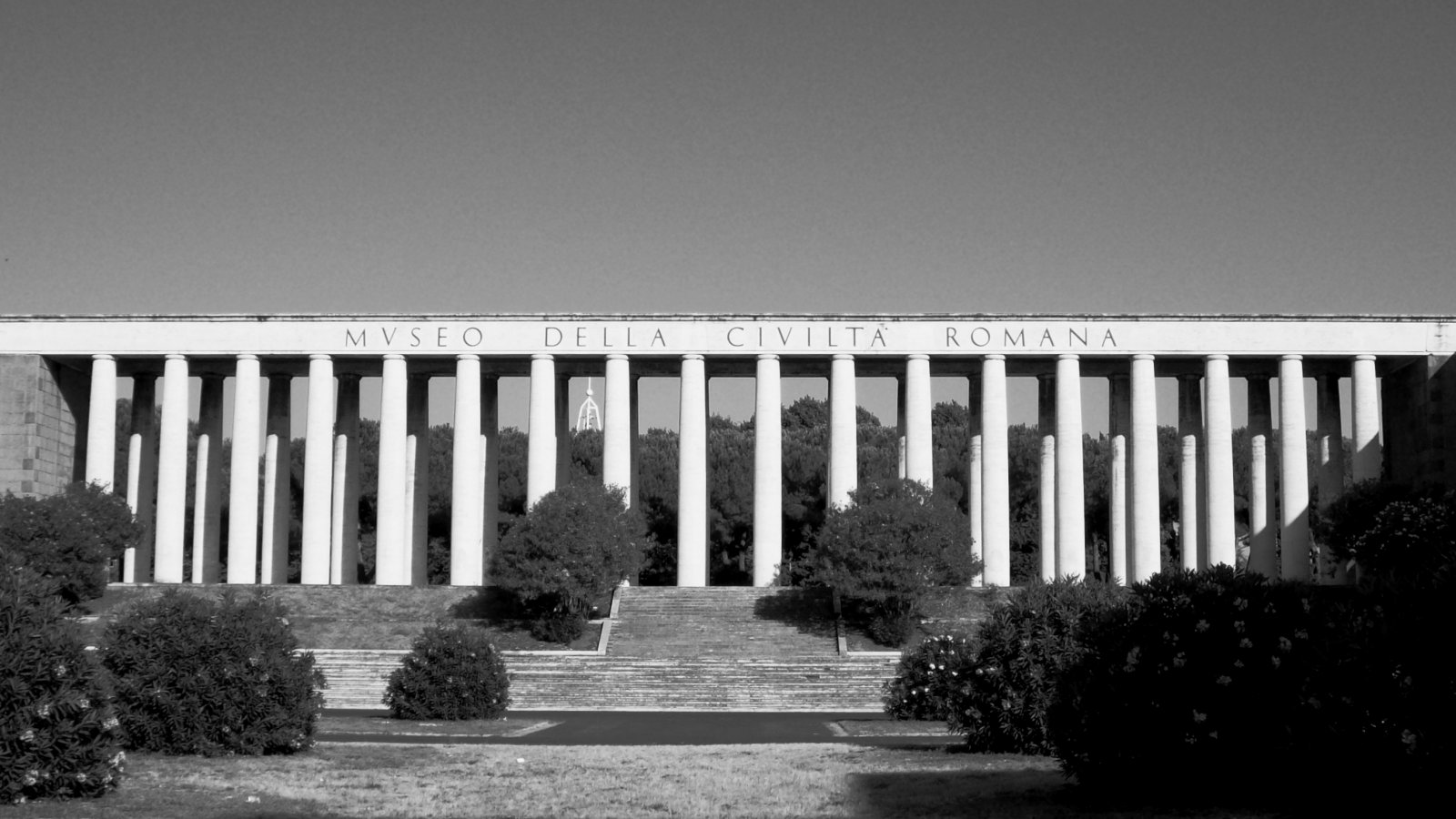
Музей Civiltà Romana (Римської цивілізації)
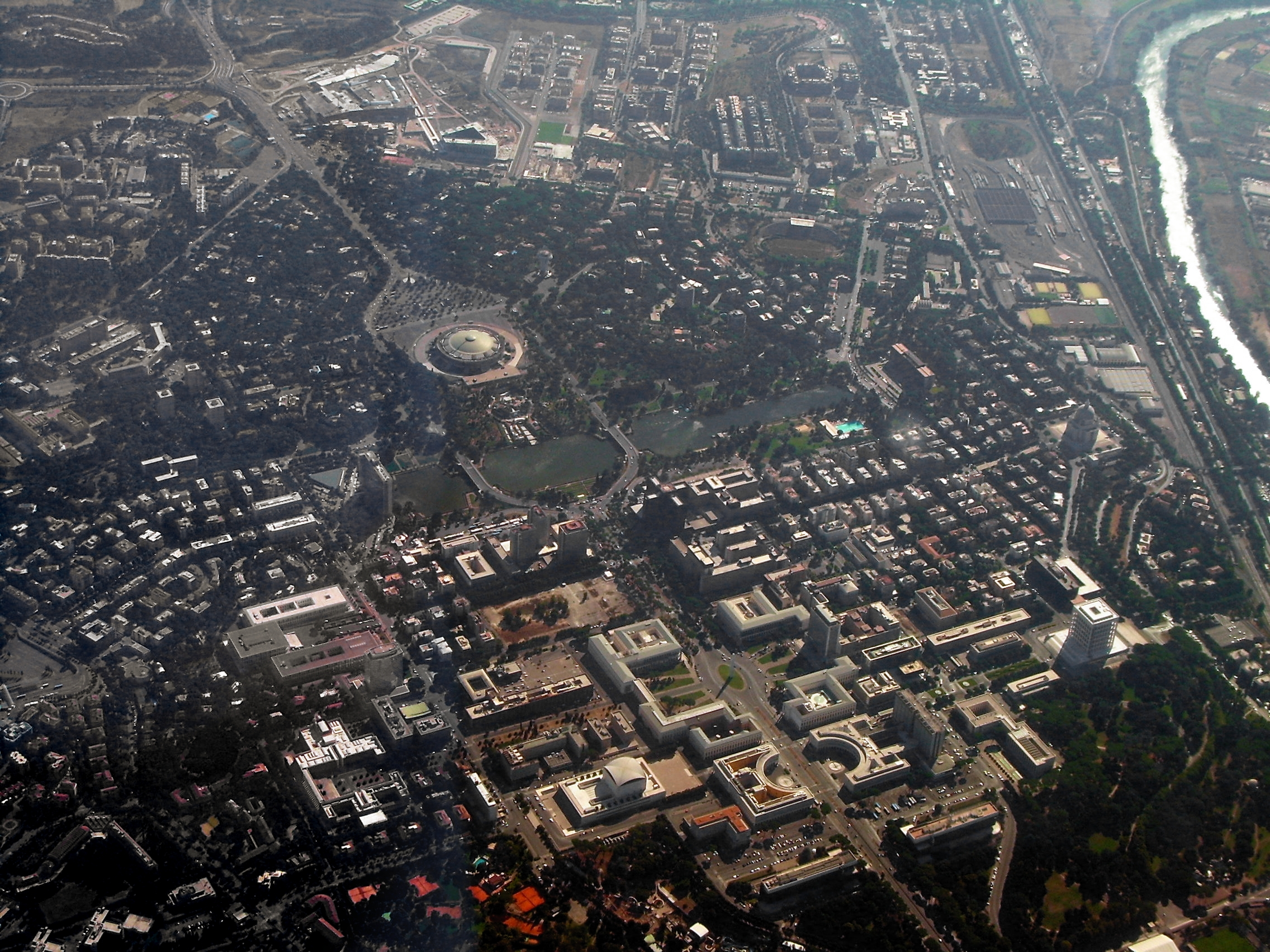
Вид з повітря
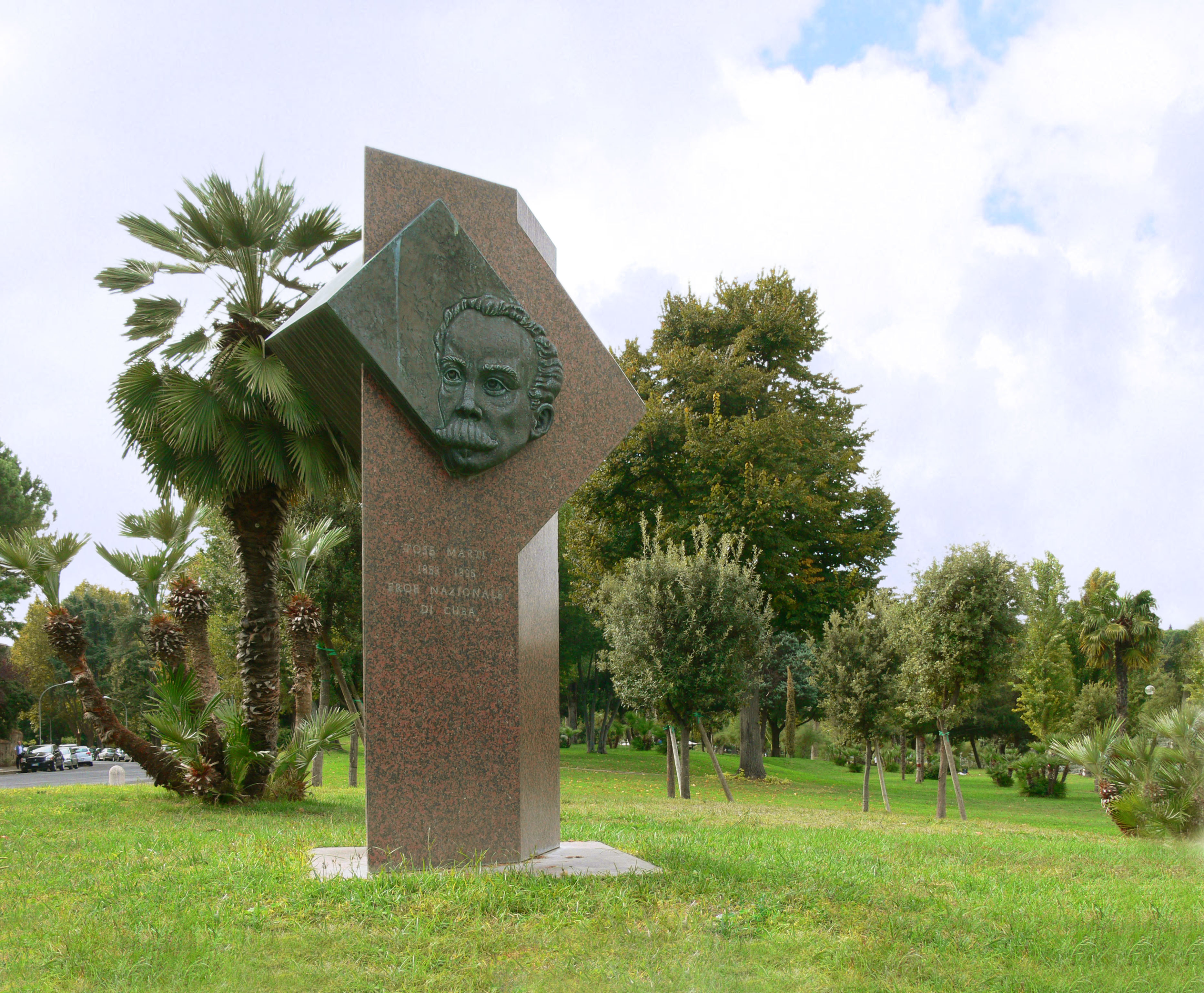
Пам'ятник Хосе Марті, автор Томас Лара
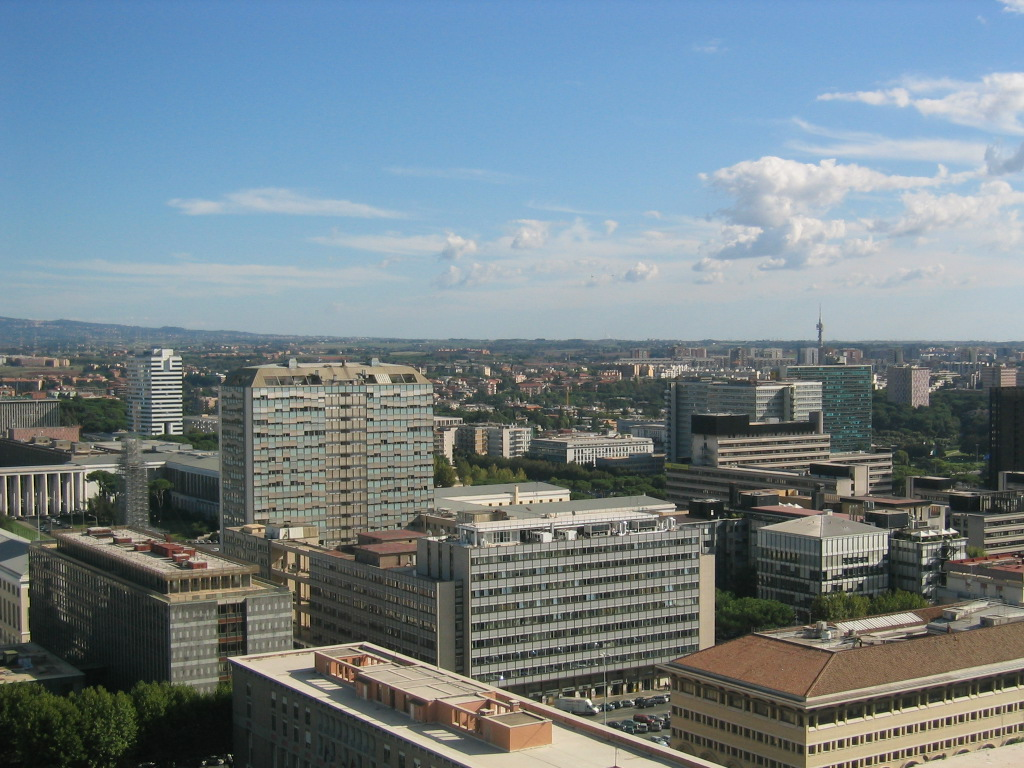
Частина кварталу, 2003
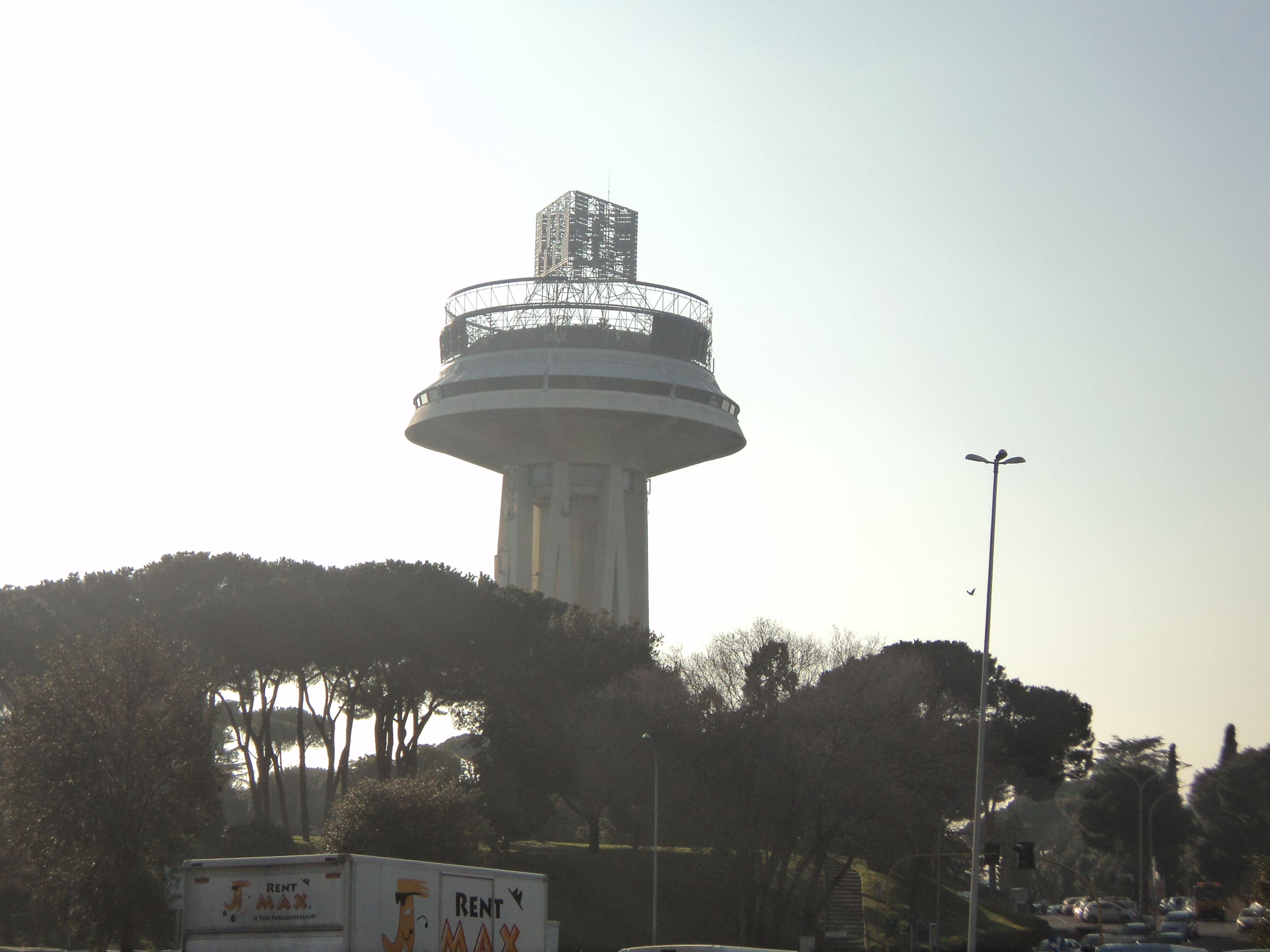
Il Fungo